# Linea Kitakami
La linea Kitakami (北上線?, Kitakami-sen) è una linea ferroviaria giapponese a carattere regionale gestita dalla JR East a scartamento ridotto che collega le stazioni di Kitakami nella città di omonima e di Yokote, nella città di Yokote. I due capolinea, rispettivamente si trovano nella prefettura di Iwate e in quella di Akita, e la ferrovia unisce la linea principale Tōhoku con la linea principale Ōu.

## Servizi
La linea, a traffico locale, ha per tutto il giorno treni locali, con alcuni limitati al percorso Yokote - Hottoyuda.

## Stazioni
- I treni fermano in tutte le stazioni

| Stazione     | Giapponese | Distanza | Collegamenti                              | Posizione | Posizione           |
| ------------ | ---------- | -------- | ----------------------------------------- | --------- | ------------------- |
| Kitakami     | 北上       | 0.0      | Tōhoku Shinkansen Linea principale Tōhoku | Kitakami  | Prefettura di Iwate |
| Yanagihara   | 柳原       | 2.1      |                                           | Kitakami  | Prefettura di Iwate |
| Ezuriko      | 江釣子     | 5.2      |                                           | Kitakami  | Prefettura di Iwate |
| Fujine       | 藤根       | 8.4      |                                           | Kitakami  | Prefettura di Iwate |
| Tatekawame   | 立川目     | 12.1     |                                           | Kitakami  | Prefettura di Iwate |
| Yokokawame   | 横川目     | 14.3     |                                           | Kitakami  | Prefettura di Iwate |
| Iwasawa      | 岩沢       | 18.1     |                                           | Kitakami  | Prefettura di Iwate |
| Waka-Sennin  | 和賀仙人   | 20.3     |                                           | Kitakami  | Prefettura di Iwate |
| Yudakinshūko | ゆだ錦秋湖 | 28.8     |                                           | Nishiwaga | Prefettura di Iwate |
| Hottoyuda    | ほっとゆだ | 35.2     |                                           | Nishiwaga | Prefettura di Iwate |
| Yudakōgen    | ゆだ高原   | 39.1     |                                           | Nishiwaga | Prefettura di Iwate |
| Kurosawa     | 黒沢       | 44.3     |                                           | Yokote    | Prefettura di Akita |
| Komatsukawa  | 小松川     | 49.6     |                                           | Yokote    | Prefettura di Akita |
| Ainono       | 相野々     | 53.4     |                                           | Yokote    | Prefettura di Akita |
| Yokote       | 横手       | 61.1     | Linea principale Ōu                       | Yokote    | Prefettura di Akita |

## Materiale rotabile
- Automotrice diesel KiHa serie 100